# چهورپی
چهورپی، که به عنوان دورخا و چوگو نیز شناخته می‌شود، نوعی پنیر سنتی است که در بوتان و نپال مصرف می‌شود. دو نوع چورپی، شامل یک نوع نرم (که معمولاً به عنوان غذای جانبی با برنج مصرف می‌شود) و یک نوع سخت (مثل پوپل جویده می‌شود) می‌باشند.

## آماده‌سازی
چهورپی در لبنیاتی محلی یا در خانه از دوغ تهیه می‌شود. دوغ را می‌جوشانند و توده جامدی که به دست می‌آید از مایع جدا می‌کنند و در پارچه نازکی آویزان می‌کنند تا آب آن خارج شود. این محصول بیشتر شبیه ریکوتا ایتالیایی است که از آب پنیر نیز ساخته می‌شود. این پنیر نرم و سفید است و طعمی ملایم دارد. با این حال، اغلب برای به دست آوردن طعم تند، کمی تخمیر می‌شود.
برای تهیه انواع سفت، چهورپی نرم را در کیسه چتایی می‌پیچند و به شدت فشار می‌دهند تا آب آن گرفته شود. پس از خشک شدن آن را به قطعات کوچک مکعبی برش می‌زنند و روی آتش آویزان می‌کنند تا بیشتر سفت شود.

## مصرف
چهورپی نرم به روش‌های مختلفی مصرف می‌شود، از جمله پختن با سبزیجات سبز به‌عنوان غذاهای خوش طعم، به‌عنوان پرکننده مامو، آسیاب کردن با گوجه‌فرنگی و فلفل برای چتنی و به‌عنوان سوپ. در مناطق کوهستانی هیمالیا، چهورپی به عنوان جایگزینی برای سبزیجات مصرف می‌شود زیرا منبع عالی پروتئین است.
چهورپی سفت را معمولاً به این صورت مصرف می‌کنند که آن را در دهان نگه می‌دارند تا مرطوب شود و قسمت‌هایی از آن نرم شود و سپس آن را مانند آدامس می‌جوند. به این ترتیب یک بلوک چهورپی تا دو ساعت دوام می‌آورد.

## همچنین ببینید
- لیست پنیرها